# Mirko Lüdemann
Mirko Lüdemann (* 15. Dezember 1973 in Weißwasser) ist ein ehemaliger deutscher Eishockeyspieler (Verteidiger), der von 1993 bis 2016 für die Kölner Haie spielte und mit diesen zwei deutsche Meisterschaften, einmal den Eishockeypokal sowie einen Spengler Cup gewann. Er war der erste Spieler mit mehr als 1.000 Einsätzen in der Deutschen Eishockey Liga und ist mit insgesamt 1.197 absolvierten Spielen DEL-Rekordspieler. Zudem war er deutscher Nationalspieler.
Heute arbeitet Lüdemann für die Kölner Haie im Marketing und in der Nachwuchsarbeit.

## Karriere
Mirko Lüdemanns Karriere begann bei seinem Heimatverein Eissport Weißwasser, wo der Verteidiger sämtliche Jugendmannschaften durchlief. 1991 wechselte der Linksschütze nach Kanada und spielte dort zwei Jahre in der Auswahl von Fort McMurray in der Alberta Junior Hockey League. Im gleichen Jahr feierte er sein Debüt in den Auswahlmannschaften des Deutschen Eishockey-Bundes und bestritt mit der Juniorennationalmannschaft die U20-Weltmeisterschaft.
Anstatt auf ein Engagement in der nordamerikanischen Profiliga National Hockey League zu warten, entschloss sich Lüdemann im Sommer 1993, wieder in sein Heimatland zurückzukehren, wo er sich dem Kölner EC anschloss. Mit zwölf Scorerpunkten aus 38 Spielen wurde der Abwehrspieler bei den Domstädtern auf Anhieb zum Stammspieler. In der letzten Saison vor Einführung der Deutschen Eishockey Liga schied Lüdemann mit den Haien zwar bereits im Viertelfinale der Play-offs aus, doch ein Jahr später feierte er seinen ersten großen Erfolg: Nach Siegen über Kaufbeuren, die Adler Mannheim und die Berliner Preussen erreichte er mit den Kölnern das Finale gegen den EV Landshut. Dort setzten sich die Haie mit 3:2 Siegen durch und gewannen ihre siebte deutsche Meisterschaft, obwohl die Haie nur den sechsten Platz nach der Vorrunde belegen konnten. Es war die erste Meisterschaft in Lüdemanns Karriere.
In den folgenden Jahren etablierte sich Lüdemann mit hervorragenden Scoring-Werten und konstanten Leistungen als einer der besten deutschen Verteidiger in der DEL. Neben den Vizemeisterschaften mit den Haien 1996 und 2000 und dem Gewinn des Spengler-Cups 1999 gehörten auch die ständigen Einsätze für das Nationalteam bis dato zu den Höhepunkten seiner Karriere. Im Jahr 2002 konnte der Verteidiger seine zweite Meisterschaft mit dem KEC feiern, als sich die Haie zum zweiten Mal vom sechsten Tabellenplatz aus die Meisterschaft holen konnten. 2004 erklärte der Linksschütze seinen Rücktritt aus dem DEB-Team um sich voll auf die Kölner Haie konzentrieren zu können. In der Saison 2005/06 war Lüdemann erneut bester deutscher Verteidiger und hatte einen der besten Plus/Minus-Werte der Liga, zudem wurde er im Halbfinale der Play-offs zum Spieler mit den meisten Einsätzen für den KEC, als er sein 691. Spiel bestritt und damit Peppi Heiß ablöste.
Auch in den folgenden Spielzeiten gehörte der gebürtige Sachse wieder zu den besten Verteidigern und wurde 2007 und 2008 zum DEL All-Star Game eingeladen. In der Spielzeit 2007/08 erreichte Lüdemann mit den Haien das Finale der Play-offs, welches allerdings mit 1:3 Spielen gegen die Eisbären Berlin verloren ging. Anfang der Saison 2009/10 machte der neue Trainer Igor Pawlow Lüdemann wieder zum Kapitän. Er übernahm das Amt, welches er bereits von 2001 bis 2005 bekleidet hatte, von Dave McLlwain, der seine sportliche Karriere beendet hatte. Obwohl er auch weiterhin zu den Leistungsträgern im Haie-Team gehörte, wurde er vor der Spielzeit 2010/11 von Christoph Ullmann wieder als Kapitän abgelöst.
Mirko Lüdemann absolvierte am 13. Februar 2009 gegen die Füchse Duisburg sein 800. DEL-Spiel. Damit war er der zweite DEL-Profi nach Andreas Renz, der die 800-Spielemarke erreicht hatte. Am 16. Februar 2011 absolvierte er seinen 893. DEL Einsatz und war in der Folge alleiniger Rekordhalter dieser Statistik. Am 8. März 2011 absolvierte er in der heimischen Lanxess Arena gegen die Eisbären Berlin sein 900. DEL-Spiel. Zu diesem Zeitpunkt hatte Lüdemann für die Haie 483 Scorerpunkte (161 Tore) erzielt. Gegen Ende der Hauptrunde 2010/2011 wurde der auslaufende Vertrag Lüdemanns noch einmal um weitere zwei Jahre verlängert.

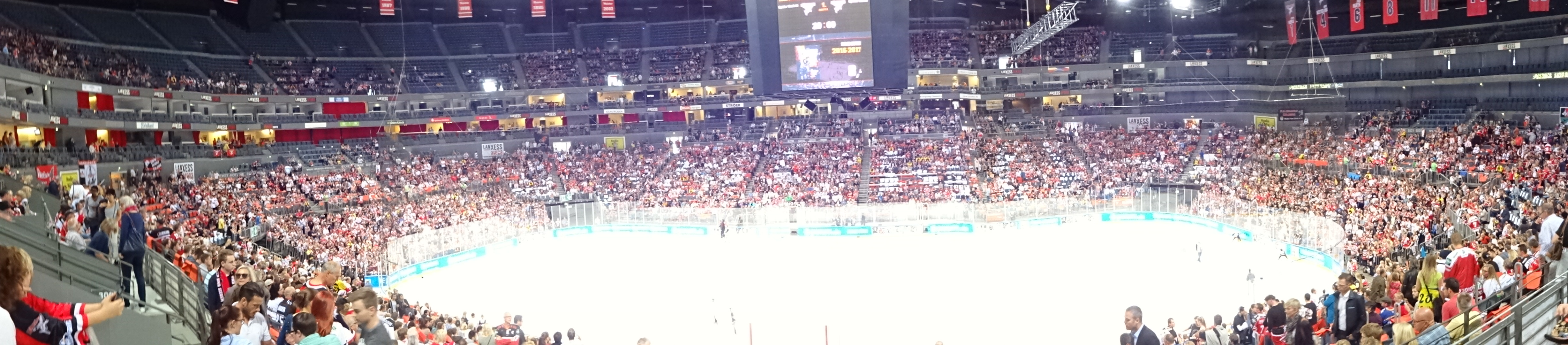
Stadionpanorama vom Abschiedsspiel 2016

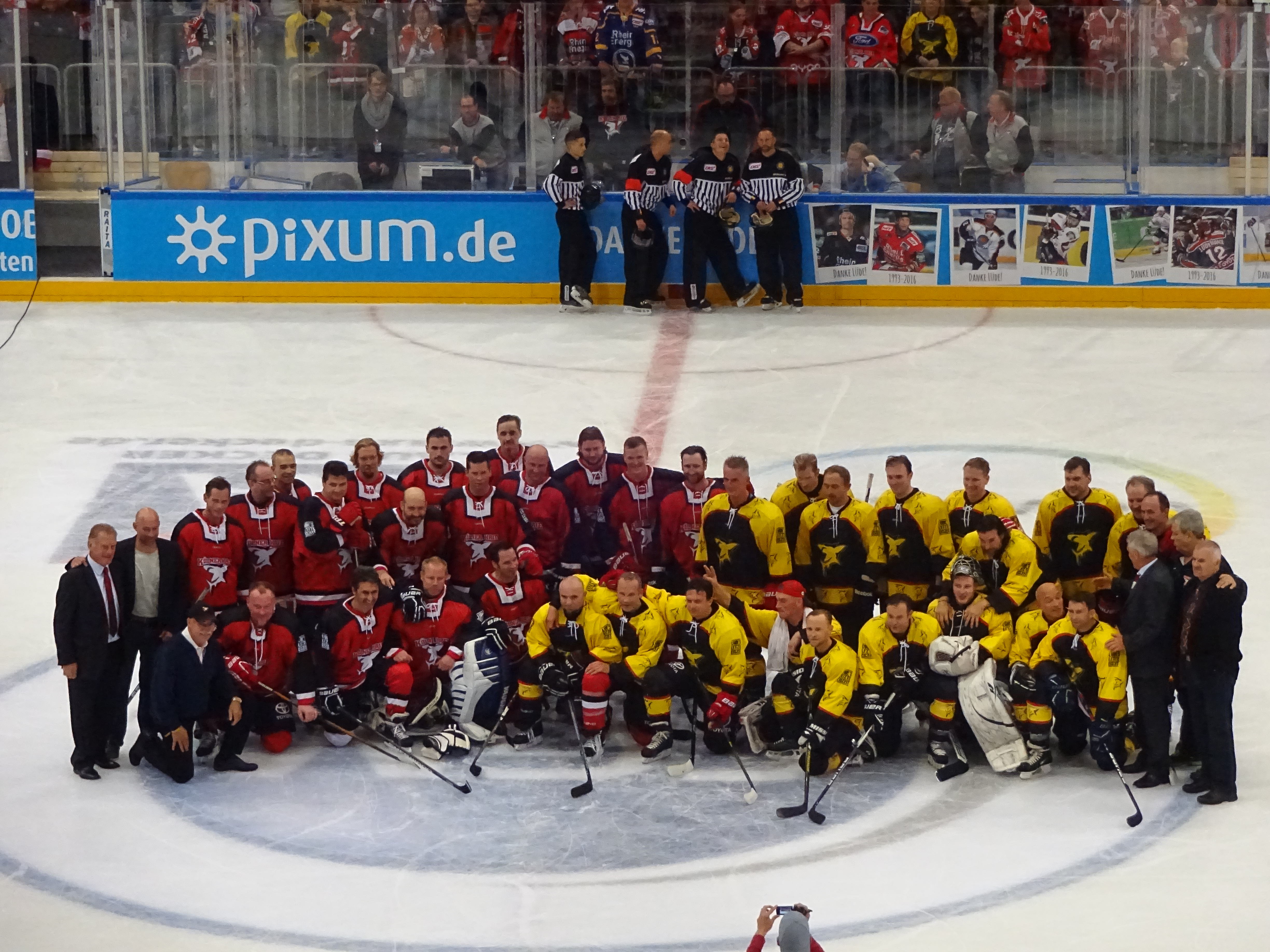
Teilnehmer des Mirko Lüdemann Abschiedsspiels

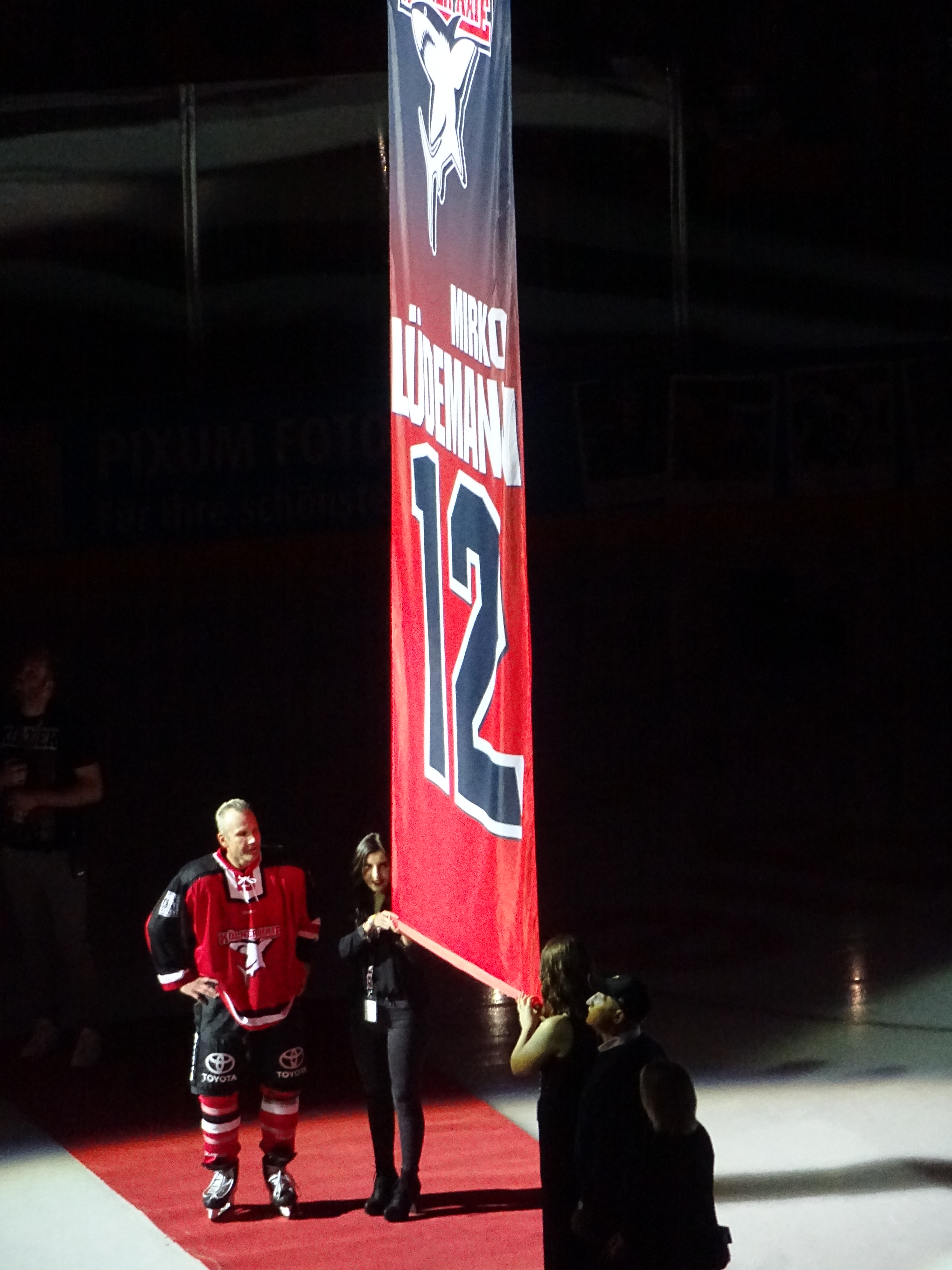
Lüdemanns Rückennummer 12 wird nicht mehr vergeben

Nachdem Mirko Lüdemann in der DEL-Saison 2011/12 im Hauptrundenspiel gegen die Straubing Tigers am 24. Februar 2012 sein 950. DEL-Spiel für den KEC absolviert hatte, stellte er am Ende der Saison einen weiteren Rekord auf: Im letzten DEL-Hauptrundenspiel der Saison 2011/12 am 11. März 2012 bestritt Lüdemann gegen die Eisbären Berlin sein 1000. Pflichtspiel (Bundesliga/DEL) für die Kölner Haie. Am 24. Februar 2013 absolvierte Mirko Lüdemann gegen die Straubing Tigers als erster Spieler sein 1000. Pflichtspiel in der DEL. Somit ist er auch alleiniger Rekordspieler der Kölner Haie, da er alle 1000 Pflichtspiele für den KEC antrat.
Am 11. April 2016 gab Lüdemann das Ende seiner Spielerlaufbahn bekannt. Er blieb bei den Haien und übernahm Tätigkeiten im Marketing sowie im Nachwuchsbereich.
Am 24. September 2016 fand sein Abschiedsspiel in der Lanxess Arena statt. Vor 12.012 Zuschauern wurde er von seinem Verein, den Fans und diversen per Videobotschaft eingespielten Gratulanten verabschiedet. Um seine außergewöhnlichen Leistungen zu würdigen, wird seine Rückennummer 12 bei den Haien nicht mehr vergeben.

### International
Im Dress der DEB-Auswahl erzielte Mirko Lüdemann in 132 Spielen 13 Tore, darunter das entscheidende Tor zur Olympiaqualifikation für Salt Lake City 2002. Der Verteidiger nahm an den A-Weltmeisterschaften 1994 bis 1997, 2001, 2003 und 2004, der B-Weltmeisterschaft 1999 sowie an den Olympischen Spielen 1994, 1998 und 2002 und dem World Cup 2004 teil. Nach Differenzen mit dem damaligen Bundestrainer Greg Poss trat Lüdemann aus eigenen Stücken aus der Nationalmannschaft zurück. Auch der neue Trainer Uwe Krupp konnte ihn nicht zu einem Comeback in der DEB-Auswahl überreden.

## Rekorde in der DEL
Lüdemann ist der Spieler mit den meisten Scorerpunkten (538), Spielen (1.197), Assists (362) sowie zweitmeisten Toren (176) und viertmeisten Strafminuten (707) der Haie seit deren Bestehen in der DEL. Lüdemann wurde mit den Haien sechs Mal Vizemeister (1996, 2000, 2003, 2008, 2013 und 2014), damit hält er zusammen mit Sebastian Furchner (2003, 2008, 2011, 2016, 2017 und 2021) den DEL-Rekord. Des Weiteren ist er der Spieler mit den meisten Spielen (1.197) seit Bestehen der DEL und mit 538 Scorerpunkten der erfolgreichste Punktesammler unter den Verteidigern.(Stand September 2021).

## Erfolge und Auszeichnungen
- 1995 Deutscher Meister
- 1999 Gewinn des Spengler Cup
- 2002 Deutscher Meister
- 2004 Gewinner des Deutschen Eishockeypokals
- 2007 Teilnahme am DEL All-Star Game
- 2008 Teilnahme am DEL All-Star Game
- 2009 Teilnahme am DEL All-Star Game
- 2022 Aufnahme in die Hockey Hall of Fame Deutschland

## Karrierestatistik
(Legende zur Spielerstatistik: Sp oder GP = absolvierte Spiele; T oder G = erzielte Tore; V oder A = erzielte Assists; Pkt oder Pts = erzielte Scorerpunkte; SM oder PIM = erhaltene Strafminuten; +/− = Plus/Minus-Bilanz; PP = erzielte Überzahltore; SH = erzielte Unterzahltore; GW = erzielte Siegtore; 1 Play-downs/Relegation; Kursiv: Statistik nicht vollständig)

## Belege
1. ↑  1.000 Haie-Spiele! Mirko Lüdemann erreicht gigantischen Meilenstein!. Website der Kölner Haie. Abgerufen am 11. März 2012.
2. ↑  Mirko Lüdemann wechselt vom Eis auf die Geschäftsstelle | Kölner Haie. In: www.haie.de. Abgerufen am 11. April 2016.
3. ↑  "Lüde´s letzte Eiszeit" sorgt für Gänsehaut pur. Abgerufen am 25. September 2016.
4. ↑  Eishockey News Saison-Vorschau 2020/21, Seite 143
5. ↑  Eishockey News Saison-Vorschau 2021/22, Seite 232–233

| Personendaten    | Personendaten                               |
| ---------------- | ------------------------------------------- |
| NAME             | Lüdemann, Mirko                             |
| KURZBESCHREIBUNG | deutscher Eishockeyspieler                  |
| GEBURTSDATUM     | 15. Dezember 1973                           |
| GEBURTSORT       | Weißwasser, Deutsche Demokratische Republik |